# Маюсяк, Славомир
Славомир Маюсяк (пол. Sławomir Majusiak, род. 30 мая 1964 года, Яроцин, ум. 5 декабря 2021 года, Острув-Велькопольски) — польский легкоатлет, бегун на длинные дистанции; предприниматель, многолетний владелец «Газеты Островской».
Его дочь Юлия Дуткевич занимается прыжками в высоту, участница национальных чемпионатов.

## Карьера
Международная карьера началась с бронзовой медали на 7-м чемпионате Европы по лёгкой атлетике среди юниоров в беге на 3000 метров (1983 — 8:03,69 с.). Завоевал бронзовую медаль на 15-м чемпионате Европы по лёгкой атлетике в 1990 году в Сплите в беге на 5000 метров с результатом 13:22,92 с. В 1991 году победил в беге на 5000 м. в финале Б Кубка Европы — 13:47,14 с.
Чемпион Польши в беге на 10 000 метров (1990), двукратный чемпион Польши в кроссе.

## Карьерные рекорды
- Бег на 3000 метров — 7:51,58 с. (16 сентября 1990 г., Шеффилд) — 10 место в истории польской лёгкой атлетики[5]
- Бег на 5000 метров — 13:22,92 s. (1 сентября 1990 г., Сплит) — 2 место в истории польской лёгкой атлетики[5]
- Бег на 10 000 метров — 28:11,50 s. (10 августа 1990 г., Брюссель) — 3 место в истории польской лёгкой атлетики[5]
- Полумарафон — 1:02:30 s. (7 апреля 1990 г., Милан) — 6 место в истории польской лёгкой атлетики[5]